# モハマドレザ・ミルザエイ
モハマドレザ・ミルザエイ（ペルシア語: محمدرضا میرزایی モハンマドレザー・ミールザーイー、Mohammadreza Mirzaei、1986年 - ）は、数ある世界の若い写真家の中でも、才能あふれるイラン人写真家の一人として知られている。
彼は、15歳のとき、テヘランのIRIBアートスクールで、グラフィックデザインを学び、写真の歴史、現代的な表現技法の感性を迅速に習得した。ミルザエイの写真は、生活の中の異なった局面を鮮やかに再現している。彼の写真は、最小限の精神世界における負の空間を表現することにおいて、詩的であり、絵画的である。
2006年、イランとトルコにおいて、「ヒューマン」というテーマのシリーズ写真の２度の個展が開催された。また、オーストラリアとイタリアにおいても、共同展覧会が開催された。著名なイギリスの写真家、マイケル・ケンナは、エッセイの中で、「ミルザエイ氏は、控えめな感性でもって、我々の存在理由をそっと映しだし、考える機会を与えてくれている。彼の作品は、深く考えるに値するテーマであり、写真である」とミルザエイの写真を賞賛している。ミルザエイは、イランのテヘランに住み、創作活動を続けている。